# Medicus Mundi International
Medicus Mundi International (MMI) ist ein Netzwerk von Organisationen der internationalen Gesundheitszusammenarbeit. Die Mitglieder des Netzwerks setzen sich für den Zugang aller Menschen zu Gesundheit und Gesundheitsversorgung ein. Im Rahmen des Netzwerks teilen die Mitglieder ihr Wissen und Erfahrungen miteinander und entwickeln gemeinsame Positionen zu grundlegenden Themen der Basisgesundheitsversorgung und internationalen Gesundheitspolitik.

## Mitglieder
Das Netzwerk MMI hat folgende Mitglieder:
- Africa Christian Health Associations Platform ACHAP, Kenia
- AMCES, Benin
- Community Working Group on Health, Simbabwe
- Cordaid, Niederlande
- Emergenza Sorrisi, Italien
- Escuela Andaluza de Salud Pública EASP, Spanien
- Health Poverty Action, Großbritannien
- Institute for Tropical Medicine Antwerp, Niederlande
- Memisa, Belgium
- Medico international, Deutschland
- Medics without Vacation, Belgien
- Medicus Mundi Italien
- Medicus Mundi Schweiz, Netzwerk Gesundheit für alle
- Medicus Mundi Spanien
- Memisa, Belgien
- plan:g – Partnerschaft für globale Gesundheit, Österreich
- Redemptoris Missio, Medicus Mundi Polen
- Wemos, Niederlande

## Präsidenten
Das Netzwerk MMI hatte folgende Präsidenten:
- Heinrich Jentgens, 1963–1971
- Harrie Van Balen, 1971–1978
- Edgar Widmer, 1978–1986
- Hélène Besson, 1986–1991
- Sake Rypkema, 1991–1997
- Miguel Angel Argal, 1997–2004
- Guus Eskens, 2004–2010
- Nicolaus Lorenz, 2010–2016
- Carlos Mediano, 2016–2022
- Martin Leschhorn, 2022-